# Міранда проти Аризони
Міранда проти Аризони — історична справа, розглянута Верховним судом Сполучених Штатів Америки. Розглядалася з 28 лютого по 1 березня 1966 року, рішення оголошено 13 червня 1966 року. Рішенням у цій справі суд встановив, що будь-які свідчення, як визнавальні, так і виправдувальні можуть бути використані в суді тільки в тому випадку, якщо сторона обвинувачення може довести, що підозрюваний перед допитом був поінформований про право на адвоката і про право не свідчити проти себе. При цьому в разі відмови підозрюваного від своїх прав необхідно довести його добровільність.

## Передумови
У 1960-і роки в американському суспільстві виникла стурбованість методами роботи поліції. В цей же час рухи різних адвокатських колегій, спрямовані на надання юридичної допомоги учасникам судових процесів, набули широкого розмаху. В рамках програми «Велике суспільство» було створено Товариство юридичних послуг (англ. Legal Services Corporation). Рішенням Верховного суду у справі Ескобедо проти Іллінойсу було дозволено присутність адвоката під час допиту.

## Обставини
У березні 1963 року за викрадення і зґвалтування був заарештований уродженець штату Аризона на ім'я Ернесто Артуро Міранда. Після арешту і двогодинного допиту він зізнався у зґвалтуванні молодої жінки. На суді в якості доказів були представлені свідчення жертви Міранди разом з його власним зізнанням. В результаті Міранда був засуджений за викрадення людини і зґвалтування на 30 років. Адвокат Міранди подав апеляцію до Верховного Суду штату Аризона. Верховний Суд Аризони не знайшов порушень і підтвердив раніше прийняте рішення.

## Рішення

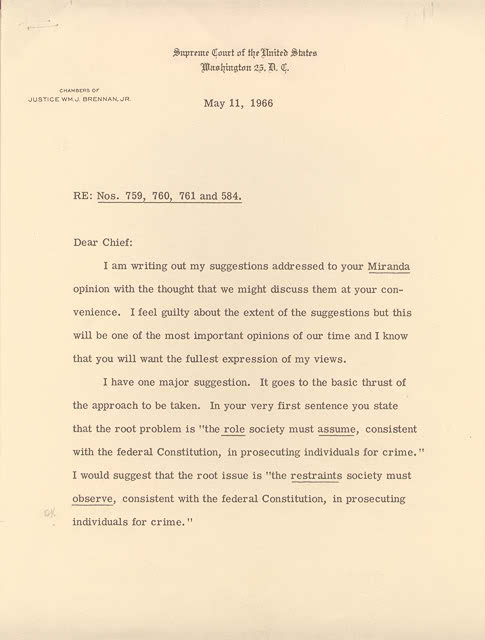
Коментар судді Бреннана по справі Міранди

Верховний суддя Ерл Воррен, який раніше обіймав посаду прокурора, взявши до уваги, що допит завжди носить примусовий характер, вважав зізнання, отримані в ході поліцейського допиту такими, що не відповідають П'ятій поправці і неприпустимі в якості доказу, за винятком випадку, коли підозрюваний, знаючи про своє право на мовчання, добровільно відмовився від нього. Аналогічно, зізнання, отримані в ході допиту без присутності адвоката, були визнані неприпустимими доказами, якщо тільки підозрюваний добровільно не відмовився від адвоката.
| Ліві лапки | Перед допитом підозрюваний повинен бути ясно і недвозначно повідомлений про своє право на мовчання і тому, що все сказане може бути використано проти нього в суді. Підозрюваний має бути ясно і недвозначно повідомлений про своє право на адвоката, про право давати показання під час допиту в присутності адвоката, і про те, що якщо підозрюваний не має можливості оплатити послуги адвоката, вони будуть надані за рахунок скарбниці.Оригінальний текст (англ.) The person in custody must, prior to interrogation, be clearly informed that he has the right to remain silent, and that anything he says will be used against him in the court of law; he must be clearly informed that he has the right to consult with a lawyer and to have the lawyer with him during interrogation, and that, if he is indigent, a lawyer will be appointed to represent him | Праві лапки |

Судом були визначені дії органів дізнання на випадок, якщо підозрюваний вирішить скористатися своїми правами.
| Ліві лапки | Якщо підозрюваний повідомить будь-яким способом, в будь-який час до допиту або під час нього, що він не бажає відповідати на питання, то допит повинен бути припинений ... Якщо підозрюваний потребує адвоката, допит має бути припинений до прибуття адвоката. З цього моменту він має право консультуватися з адвокатом і вимагати його присутності під час допиту. Оригінальний текст (англ.) If the individual indicates in any manner, at any time prior to or during questioning, that he wishes to remain silent, the interrogation must cease ... If the individual states that he wants an attorney, the interrogation must cease until an attorney is present. At that time, the individual must have an opportunity to confer with the attorney and to have him present during any subsequent questioning. | Праві лапки |

Незважаючи на тиск з боку Американської спілки захисту громадянських свобод, суд не зробив обов'язковим присутність адвоката на всіх допитах. Також суд не включив в текст рішення рекомендацію викликати адвоката на перший допит.
Воррен звернув увагу на те, що повідомлення про права на адвоката і на мовчання увійшло в практику у ФБР, і що Військово-юридичний кодекс містив положення, які вимагали повідомляти затриманих про право на мовчання.
Проте, по даній справі були висловлені дві особливі думки, автори яких вважали, що попередження Міранди, будучи узаконеними, негативно вплинуть на органи правопорядку.

### Позиція Гарлана
Суддя Джон Харлан не погодився з рішенням суду: «Немає нічого ні в букві, ні в дусі Конституції, ні в прецедентах, що б узгоджувалося з цим рішучим і одностороннім актом, так поспішно прийнятим Судом в ім'я виконання конституційних же обов'язків». Свої коментарі Гарлан завершив цитатою з Роберта Джексона: «Цей суд заповнює храм Конституції новими історіями, але храм може впасти під їхньою вагою».

### Позиція Кларка
У своїй окремій позиції суддя Том Кларк висловив побоювання, що суд під головуванням Воррена зайшов «занадто далеко і занадто швидко». Кларк запропонував детальний аналіз усіх аспектів отримання зізнання,  введений справою Гейнс проти Вашингтона.
| Ліві лапки | … в кожному окремому випадку суд буде встановлювати, чи повідомили підозрюваному, що під час допиту може бути присутнім адвокат, і що суд може призначити йому адвоката, якщо фінансові труднощі не дозволяють підозрюваному самому найняти адвоката. У разі, якщо підозрюваному не повідомили про його права, добровільність відмови від них повинна бути доведена окремо і з обов'язковим урахуванням усіх обставин справи. | Праві лапки |

## Наслідки рішення
Справа Міранди була переглянута без використання його власних зізнань. Завдяки наявності інших доказів, в тому числі і показань свідків, він був засуджений до тюремного ув'язнення строком від 20 до 30 років. У 1972 році був умовно-достроково звільнений. Заробляв автографами на табличках з текстом попередження. Був убитий під час бійки в барі чотири роки по тому[коли?].
Справа Міранди створила прецедент, який зобов'язав всі поліцейські управління інформувати затриманих про наявність у них право на адвоката і мовчання. Ці попередження отримали назву «правило Міранди».
Правило Міранди сильно критикували, багато хто вважав несправедливим інформувати злочинців про права. Консерватори, в тому числі Річард Ніксон побачили в появі правила Міранди загрозу ефективності роботи поліції і передбачили зростання злочинності.

## Доповнення і уточнення
Серед поліцейських набули популярності бланки відмови від прав на мовчання і на адвоката.
Оскільки зазвичай потрібно підтвердження з боку підозрюваного, що він зрозумів суть своїх прав, суди стали вимагати, щоб відмова від прав на мовчання і на адвоката були усвідомленими і добровільними. Фактично «усвідомлена і добровільна» відмова означала, що підозрюваний не був примушений до дачі показань поліцією. Як пізніше суд ухвалив у справі Колорадо проти Конеллі (479 U.S. 157  [Архівовано 4 червня 2009 у Wayback Machine.]), чи був підозрюваний в стані розумового потьмарення, не має значення.
Зізнання, отримане з порушенням правила Міранди, може бути використано в суді для спростування показань обвинуваченого: наприклад, перед виступом обвинуваченого в суді прокурор має право зачитати показання підсудного для того, щоб підірвати довіру до нього, навіть якщо ці свідчення були отримані з порушенням правила Міранди (401 U.S. 222  [Архівовано 11 серпня 2011 у Wayback Machine.]).
Все сказане підозрюваним під час перебування в ув'язненні може бути використано як доказ в суді, якщо було сказано не в відповідь на питання, а довільно. До подібних випадків правило Міранди не застосовується  (446 U.S. 291) [Архівовано 11 серпня 2011 у Wayback Machine.].
У разі, якщо показання підозрюваного можуть допомогти запобігти небезпеці, правило Міранди може бути порушено. Наприклад, якщо підозрюваному відоме місцезнаходження кинутого пістолета, поліція може допитати його без попередження, і отримані свідчення можуть бути використані в суді (467 U.S. 649  [Архівовано 4 вересня 2011 у Wayback Machine.]). У 2009 році Верховний суд штату Каліфорнія застосував це положення до серійного вбивці Річарда Давида.
Як показала практика, правило Міранди трохи підвищило число підозрюваних, які потребують адвоката. Проте противники правила, зокрема, професор Пол Кассел, стверджують, що завдяки цьому правилу 3-4 % злочинців уникають заслуженого покарання.
У 2000 році правило Міранди зазнало серйозного випробування в ході справи Дикерсон проти Сполучених Штатів. Постанова Конгресу США, яка скасувала правило Міранди, була визнано недійсною, тим самим суд визнав, що правило Міранди реалізує вимоги Конституції США. Суд під головуванням В. Ренквіста визнав законність правила Міранди при співвідношенні голосів 7 до 2 і назвав правило «частиною американської культури».
Справа Дикерсона була прийнята до розгляду для запобігання двозначності тлумачення федерального закону. Апеляційний суд Четвертого (апеляційного) округу США визнав, що закон англ. Omnibus Crime Control and Safe Streets Act of 1968 скасував правило Міранди, в той час як Міністерство юстиції США займало з цього питання прямо протилежну позицію.